# Saint-Philippe
Saint-Philippe – miasto na Reunionie (departament zamorski Francji). Według danych INSEE w 2019 roku liczyło 5264 mieszkańców.